# Catherine, Princess of Wales

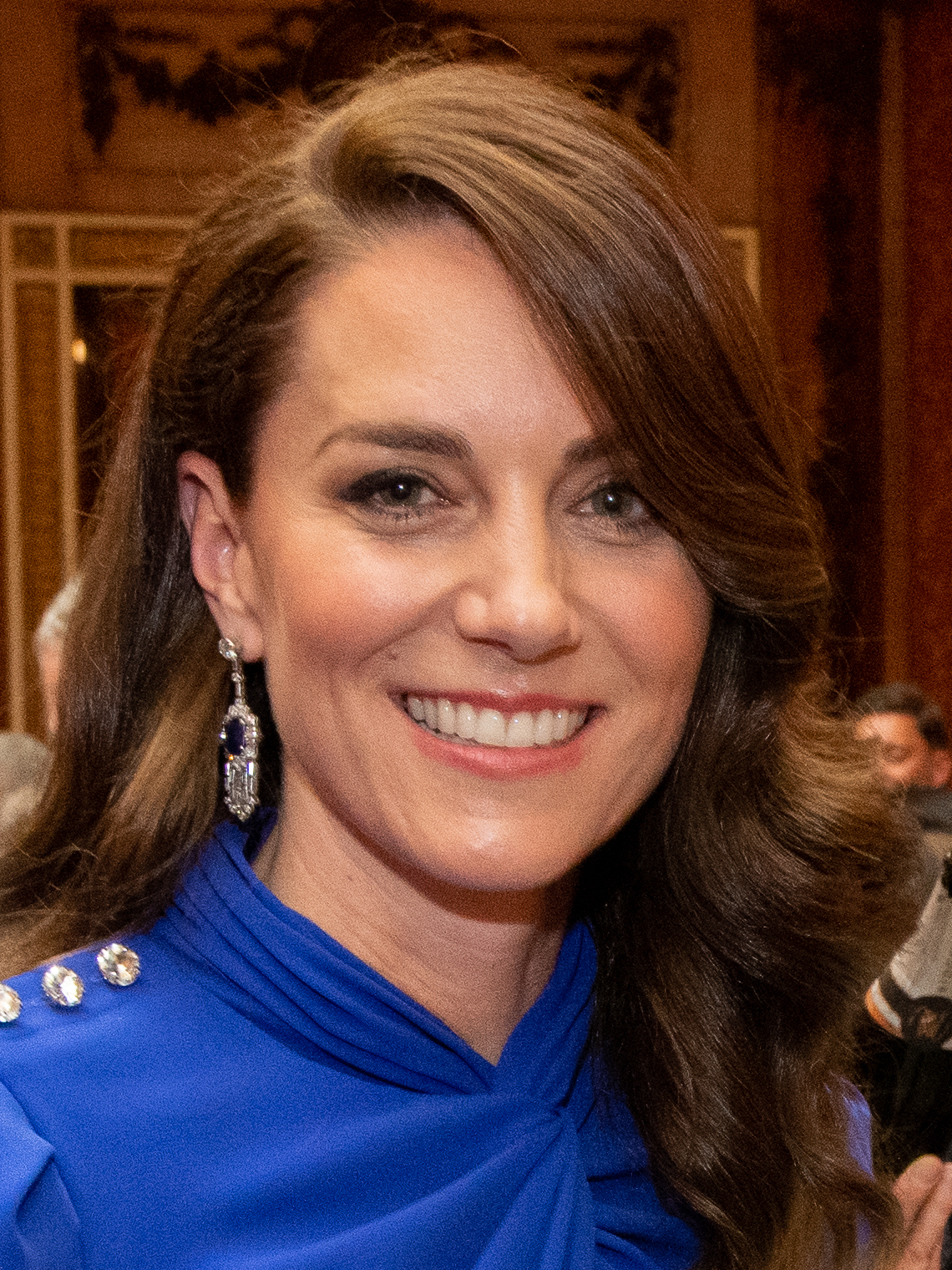
Catherine, Princess of Wales (2023)

HRH Catherine, Princess of Wales, GCVO, CH (* 9. Januar 1982 als Catherine Elizabeth „Kate“ Middleton in Reading), deutsch Catherine, Fürstin von Wales, ist als Ehefrau des britischen Thronfolgers William, Prince of Wales, ein Mitglied der britischen Königsfamilie.

## Leben

### Herkunft
Catherine Middleton wurde 1982 in Reading in der englischen Grafschaft Berkshire als älteste Tochter des Flugbegleiters und Flugdienstberaters Michael Francis Middleton (* 1949) und der Flugbegleiterin Carole Goldsmith (* 1955) geboren.
Die Vorfahren ihrer Mutter waren Bergleute, die ihres Vaters Rechtsanwälte und Stadträte in Leeds. Catherine hat zwei jüngere Geschwister, Pippa Middleton (* 1983) und James William (* 1987). Seit 1987 betrieben ihre Eltern einen Versandhandel für Kinderpartyzubehör („Party Pieces“), den sie im Frühjahr 2023 wegen Überschuldung und Missmanagement aufgaben.

### Kindheit, Schulbildung und Studium
Im Mai 1984 zog die Familie nach Amman in Jordanien, weil ihr Vater dort für British Airways arbeitete. Im September 1986 ging die Familie zurück nach Berkshire. Im Juni 1982 wurde Middleton in der Kirche von St Andrew’s Bradfield in Berkshire getauft und als Erwachsene kurz vor ihrer Hochzeit im März 2011 konfirmiert. Sie ist Mitglied der anglikanischen Kirche. Ab 1986 wuchs sie mit ihren Geschwistern im Oak Acre House in Bucklebury im südenglischen Berkshire auf.
Sie besuchte von 1986 bis 1995 die St.-Andrew’s-Schule in Pangbourne und danach die Privatschule Marlborough College in Wiltshire. Dort absolvierte sie 2000 ihren Abschluss mit drei A-Levels in den Fächern Chemie, Biologie und Kunst (britisches Abitur). An den Schulabschluss schloss sich ein einjähriges Sabbatical an. Sie nutzte diese Auszeit, um mehrere Monate lang in Florenz am British Institute einen Italienischsprachkurs zu absolvieren und um Anfang 2001 in Chile in einem Entwicklungsprojekt zu arbeiten. Zudem arbeitete sie einige Monate lang als Besatzungsmitglied auf einem Boot auf dem Solent.
Ab September 2001 absolvierte sie ein vierjähriges Studium der Kunstgeschichte an der University of St Andrews in Schottland. Im Juni 2005 beendete sie das Studium mit einem Bachelor of Arts (B.A.) mit der Note „Upper Second-Class Honours“.

### Berufstätigkeit
Von November 2006 bis Oktober 2007 arbeitete sie an drei Tagen wöchentlich als Assistenzeinkäuferin im Bereich Accessoires für das britische Modelabel Jigsaw. Nach einem Jahr ohne berufliche Tätigkeit nahm sie Ende 2008 eine Stellung im Unternehmen ihrer Eltern an. Dort war sie vor allem für die Gestaltung und Erstellung der Kataloge, Vermarktung und Fotografie zuständig und führte eine neue Produktlinie ein.

### Beziehung mit Prinz William

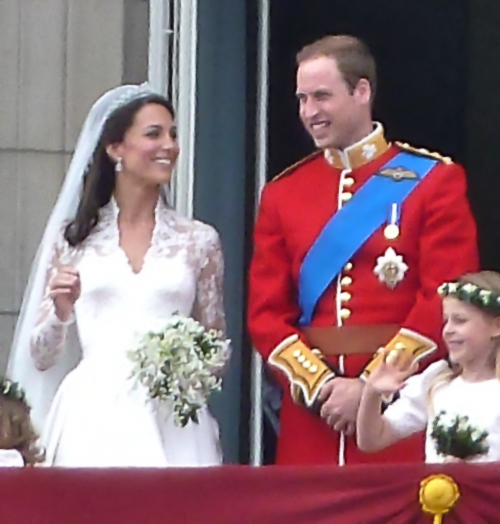
Catherine und William nach ihrer Hochzeit am 29. April 2011

Während des Studiums in St. Andrews lernte sie im Herbst 2001 den fünf Monate jüngeren Prinz William kennen. Im zweiten Studienjahr bewohnten sie gemeinsam mit drei weiteren Kommilitonen eine Wohngemeinschaft für Studenten. Ungefähr seit Ende 2002 war das Paar liiert. Im April 2004 wurde die Beziehung durch Fotos des Paares aus dem Skiurlaub in Klosters (Schweiz) der Öffentlichkeit bekannt. Im Dezember 2006 war sie mit ihren Eltern bei der Abschlussparade der Royal Military Academy Sandhurst anwesend, bei der Prinz William zum Offizier ernannt wurde.
Laut britischen Medien trennte sich das Paar im April 2007 „in freundschaftlichem Einverständnis“. Als Grund wurde der große Druck auf die Beziehung durch die Medien genannt. Die Spekulationen der britischen Boulevardpresse im Juni 2007, dass sich beide anlässlich einer Gedenkfeier zum Tode seiner Mutter Diana wieder versöhnt hätten, wurden mehrfach dementiert. Anfang Juli 2007 berichtete die Sun, dass das Paar nach einer Aussprache wieder zusammen sei. Im August 2007 wurden diese Gerüchte weiter genährt, als Prinz William und Middleton einen gemeinsamen Urlaub auf den Seychellen verbrachten.

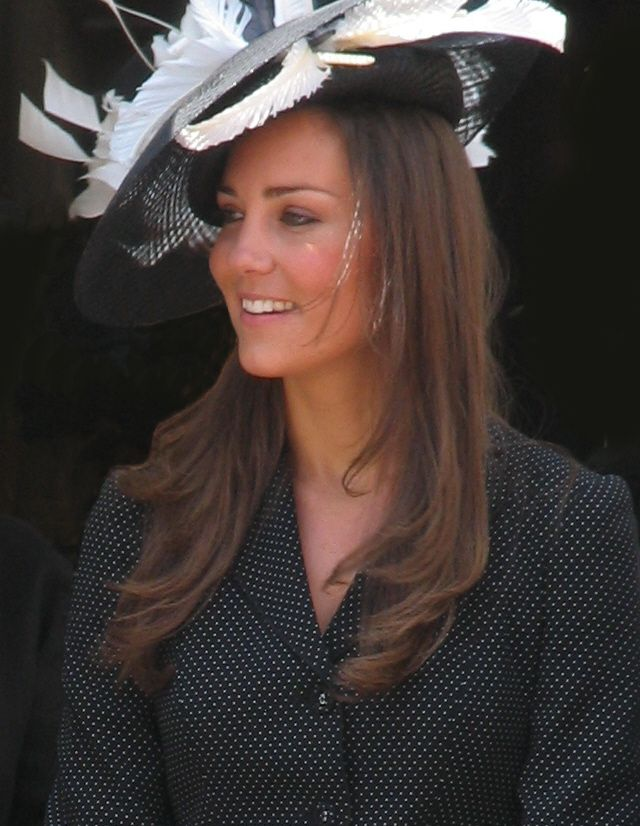
Kate Middleton (2008)

Bei der Verleihung des Abzeichens der britischen Luftwaffe an den Prinzen im April 2008 war Middleton ebenfalls anwesend. Im Sommer 2008 nahm sie mit der königlichen Familie an der Hochzeit von Williams Cousin Peter Phillips mit Autumn Kelly teil und an der Hochzeit von Lady Rose Windsor. Prinz William war bei beiden Hochzeiten verhindert. Im Juni 2008 nahm sie mit der königlichen Familie an der feierlichen Zeremonie des Hosenbandordens, in den Prinz William aufgenommen wurde, teil. Middleton und Prinz William verlobten sich am 20. Oktober 2010 während eines Urlaubs in Kenia.

### Ehe und Familie
Seit Dezember 2010 nahm sie bereits offizielle Aufgaben an der Seite ihres späteren Mannes wahr. Die Hochzeit von Prinz William und Catherine Middleton am 29. April 2011 in der Westminster Abbey war ein mediales Großereignis, das weltweit verfolgt wurde. Trauzeugen waren Catherines Schwester Philippa und Williams Bruder Harry.
Am 22. Juli 2013 wurde im Londoner St Mary’s Hospital ihr Sohn Prinz George geboren, am 2. Mai 2015 Prinzessin Charlotte und am 23. April 2018 Prinz Louis.
Das frischverheiratete Paar wohnte zunächst auf der walisischen Insel Anglesey in der Nähe der Royal Air Force Station Valley, weil William dort stationiert war. Nach mehreren Jahren in Anmer Hall, einem Landsitz in der Grafschaft Norfolk, zog das Paar 2017 mit den zwei Kindern George und Charlotte in eine Wohnung im Kensington Palace in London, um dort vermehrt Aufgaben im Dienst der Krone wahrzunehmen.
Im Sommer 2022 zog die Familie ins Adelaide Cottage, ein Haus auf demselben Grundstück wie Windsor Castle. Die Familie behält weiterhin ihre Wohnsitze in Anmer Hall und im Kensington Palace.
Am 16. August 2025 wurde bekannt, dass die Familie bis Ende des Jahres in die Forest Lodge innerhalb der Parkanlage von Windsor umziehen wird.

### Gesundheit
Im März 2024 gab die 42-Jährige bekannt, an Krebs erkrankt zu sein und sich einer Chemotherapie zu unterziehen. Am 14. Januar 2025 verkündete sie nach eigenen Angaben, sich in der Remission zu befinden. Obgleich dies medial als krebsfrei beschrieben wird, stellt dieser Zustand zunächst ein vorübergehendes oder dauerhaftes Nachlassen von Krankheitssymptomen ohne Erreichen der Genesung dar.

## Aufgaben, Interessen und Wahrnehmung

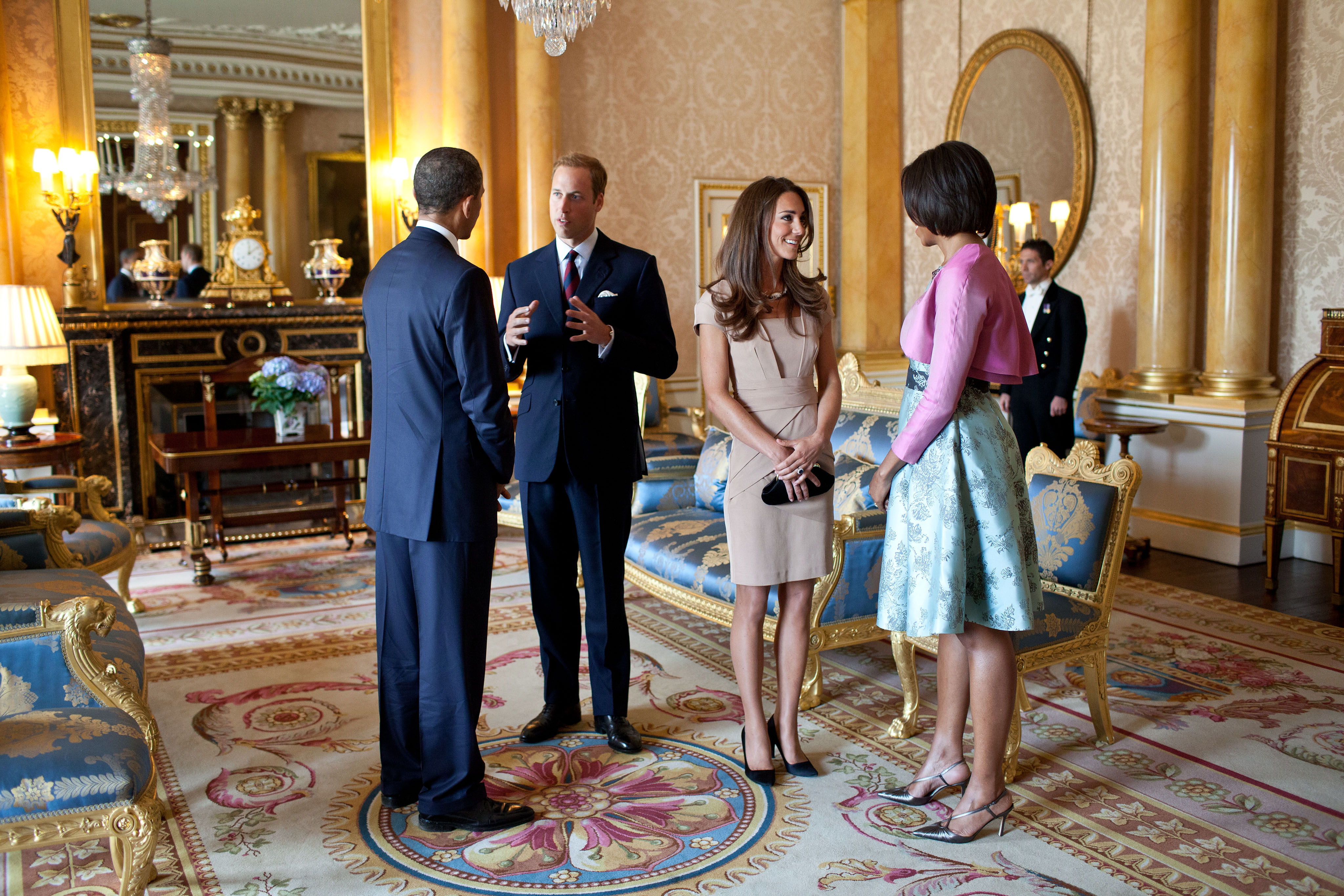
Der Duke und die Duchess of Cambridge mit dem 44. US-Präsidenten Barack Obama und seiner Frau Michelle im Mai 2011

### Interessen und Freizeitaktivitäten
Middleton interessiert sich für Reisen, Fotografie und Kunst und gilt als modebewusst. Mit der Bekanntgabe der Verlobung wurde die Auswahl ihrer Bekleidung zunehmend für die Öffentlichkeit interessant und als „Kate-Middleton-Effekt“ stilbildend. Sie ist sportlich und tat sich bereits in der Schulzeit durch Leistungen in Tennis, Hockey, Netball und Hochsprung hervor. Während des Studiums spielte sie Hockey in der Mannschaft der Universität. Alljährlich fährt das Paar gemeinsam in den Skiurlaub, meist nach Klosters (Schweiz). Im Juli 2007 trainierte Middleton für ein Drachenbootrennen, das den Ärmelkanal überqueren sollte, nahm aber nicht am Rennen teil.
Im Mai 2016 wurde bekannt, dass sie Königin Elisabeth II. als Patronin des All England Tennis Clubs in Wimbledon ablösen wird.

### Wahrnehmung in den Medien

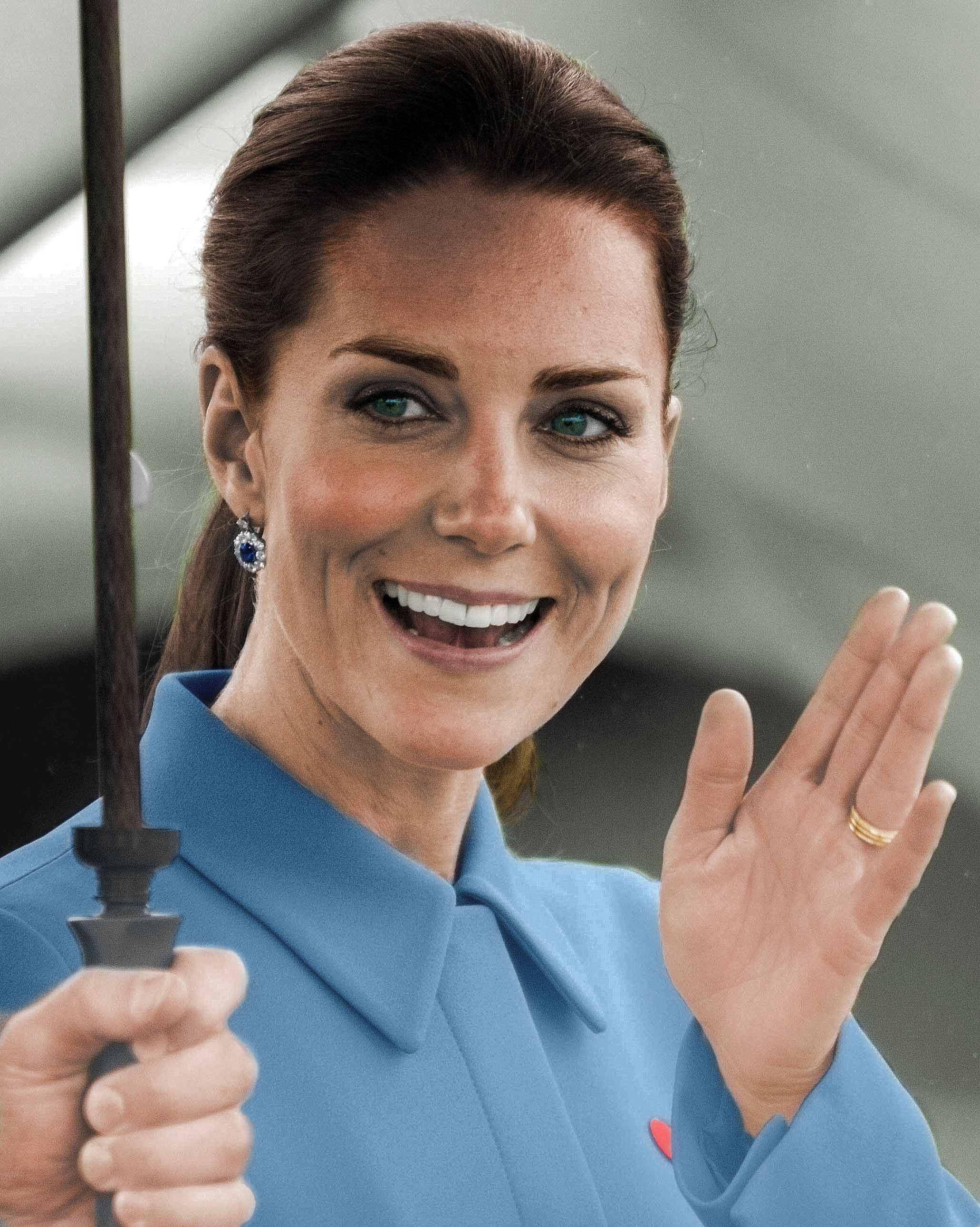
Catherine, Duchess of Cambridge (2014)

Da sie nach ihrem Studienabschluss 2005 über ein Jahr und von November 2007 bis Ende 2008 keiner regelmäßigen Arbeit nachging, wurde sie von den britischen Medien kritisiert. Man warf ihr vor, arbeitsscheu und vergnügungssüchtig zu sein, und gab ihr den Spitznamen „Lady of Leisure“ („Lady Freizeit“). Außerdem wurde sie als „Waity Katie“ („Wartende Katie“) oder „Princess in Waiting“ („Prinzessin in der Warteschleife“ – in Anlehnung an „Lady in Waiting“ (Hofdame)) verspottet, da lange keine Verlobung verkündet wurde. Das Time Magazine zählte sie 2013 zu den Top 100 der einflussreichsten Persönlichkeiten. Seit ihrer Hochzeit hat sich ihr Bild in den Medien deutlich verbessert.
In Meinungsumfragen zählt sie neben der verstorbenen Queen und ihrem Mann zu den beliebtesten Mitgliedern der Königsfamilie. Am 21. Dezember 2022 wurde sie als Nachfolgerin ihres Mannes zum Regiments Colonel der Irish Guards ernannt.

## Titulatur
Seit ihrer Hochzeit mit Prinz William und dessen Erhebung zum Duke of Cambridge führte sie das Prädikat Her Royal Highness und den Höflichkeitstitel Duchess of Cambridge (Herzogin von Cambridge). Als ihr Ehemann durch den Tod von Königin Elisabeth II. am 8. September 2022 den Titel Duke of Cornwall erhielt, fiel ihr der höherrangige Höflichkeitstitel Duchess of Cornwall zu. Seit ihr Mann am 9. September 2022 zum Prince of Wales ernannt wurde, verwendet sie den wiederum höherrangigen Höflichkeitstitel Princess of Wales (Fürstin von Wales). Ihre aktuelle Titulatur lautet somit Her Royal Highness The Princess of Wales. Die in deutschsprachigen Publikationen verbreitete Titulierung als „Prinzessin“ ist inkorrekt.

## Wappen und Monogramm

Middleton-Familienwappen (Frauenschildform)
Wappen von Kate Middleton vor ihrer Hochzeit
Wappen von Catherine, Duchess of Cambridge (in Gebrauch 2011–2019)
Wappen von Catherine, Duchess of Cambridge (in Gebrauch 2019–2022)
Wappen von Catherine, Duchess of Cornwall (nur am 8. September 2022 in Gebrauch)
Wappen von Catherine, Princess of Wales (ab 9. September 2022)
Bekröntes Monogramm des Herzogpaares: „C“ und „W“

Michael Middleton erhielt per Urkunde vom College of Arms am 19. April 2011 ein Familienwappen.
Das Wappen zeigt im blau-rot gespaltenen Schild einen goldenen Sparren, oben und unten von je einem silbernen Fadensparren begleitet, der obere oben begleitet von zwei, der untere unten von einer aufrechten goldenen Eichel an goldenem Stiel, daran je schräg aufwärts gerichtet zwei goldene Eichenblätter.

## Orden und Ehrenzeichen
| Jahr | Staat                  | Orden/Ehrenzeichen                        | Klasse           | Namenssuffix |
| ---- | ---------------------- | ----------------------------------------- | ---------------- | ------------ |
| 2012 | Vereinigtes Königreich | Queen Elizabeth II Diamond Jubilee Medal  |                  |              |
| 2017 | Vereinigtes Königreich | Royal Family Order of Queen Elizabeth II  |                  |              |
| 2017 | Tuvalu                 | Tuvalu Order of Merit                     |                  |              |
| 2019 | Vereinigtes Königreich | Royal Victorian Order                     | Dame Grand Cross | GCVO         |
| 2022 | Vereinigtes Königreich | Queen Elizabeth II Platinum Jubilee Medal |                  |              |
| 2023 | Vereinigtes Königreich | King Charles III Coronation Medal         |                  |              |
| 2024 | Vereinigtes Königreich | Order of the Companions of Honour         |                  | CH           |
| 2025 | Vereinigtes Königreich | Royal Family Order of King Charles III    |                  |              |

## Vorfahren
Catherine Elizabeth stammt über ihre Urgroßmutter Olive Lupton von Sir Thomas Fairfax (Gilling) (um 1475 bis 1520) und dessen Ehefrau Agnes Gascoigne ab. Agnes Gascoigne war die Ur-Ur-Urenkeltochter von Sir William Gascoigne (um 1350–1419), Lord Chief Justice of England and Wales, und stammte von König Edward III. (1312–1377) und dessen Frau Königin Philippa von Hennegau ab. Diese Vorfahren sind auch Ahnen von Prinz William, sowohl väterlicherseits als auch, über seinen Großvater Earl Spencer, mütterlicherseits.
Catherine ist ebenso eine Nachfahrin von Elizabeth Knollys (Lady Elizabeth Leighton) (1549–1605) und deren Mutter Catherine Carey (Lady Catherine Knollys) (1526–1568), Nichte der Königin Anne Boleyn (1501–1536) und somit Cousine der Königin Elisabeth I. (1533–1603), deren gemeinsame Großmutter Elizabeth Boleyn, Countess of Wiltshire, Tochter des Duke of Norfolk, war.
| Ahnentafel Catherine Middleton                                             | Ahnentafel Catherine Middleton                                                         | Ahnentafel Catherine Middleton                                                         | Ahnentafel Catherine Middleton                                                         | Ahnentafel Catherine Middleton                                                         | Ahnentafel Catherine Middleton                                                         | Ahnentafel Catherine Middleton                                                         | Ahnentafel Catherine Middleton                                                         | Ahnentafel Catherine Middleton                                                         |
| -------------------------------------------------------------------------- | -------------------------------------------------------------------------------------- | -------------------------------------------------------------------------------------- | -------------------------------------------------------------------------------------- | -------------------------------------------------------------------------------------- | -------------------------------------------------------------------------------------- | -------------------------------------------------------------------------------------- | -------------------------------------------------------------------------------------- | -------------------------------------------------------------------------------------- |
| Ururgroßeltern                                                             | John William Middleton (1839–1887) ⚭ 1863 Mary Asquith (1839–?)                        | Francis Martineau Lupton (1848–1921) ⚭ 1880 Harriet Albina Davis (1850–1892)           | Frederick John Glassborow (1859–1932) ⚭ 1886 Emily Jane Elliott (1859–nach 1901)       | Gavin Fullarton Robison (1844–1925) ⚭ 1875 Sarah Ann Gee (1852–nach 1901)              | John Goldsmith (1851–?) ⚭ 1882 Jane Dorsett (1861–nach 1901)                           | Theophilus Benjamin Chandler (1848–1935) ⚭ 1868 Amelia White (1846–1927)               | John Harrison (1874–?) ⚭ 1897 Jane Hill (1875–?)                                       | Thomas Temple (1871–?) ⚭ 1894 Elizabeth Myers (1868–?)                                 |
| Urgroßeltern                                                               | Richard Noël Middleton (1878–1951) ⚭ 1914 Olive Christiana Lupton (1881–1936)          | Richard Noël Middleton (1878–1951) ⚭ 1914 Olive Christiana Lupton (1881–1936)          | Frederick George Glassborow (1889–1954) ⚭ 1920 Constance Robison (1888–1977)           | Frederick George Glassborow (1889–1954) ⚭ 1920 Constance Robison (1888–1977)           | Stephen Charles Goldsmith (1886–1938) ⚭ 1909 Edith Eliza Chandler (1889–1971)          | Stephen Charles Goldsmith (1886–1938) ⚭ 1909 Edith Eliza Chandler (1889–1971)          | Thomas Harrison (1904–1976) ⚭ 1934 Elizabeth Mary Temple (1903–1991)                   | Thomas Harrison (1904–1976) ⚭ 1934 Elizabeth Mary Temple (1903–1991)                   |
| Großeltern                                                                 | Peter Francis Middleton (1920–2010) ⚭ 1946 Valerie Glassborow (1924–2006)              | Peter Francis Middleton (1920–2010) ⚭ 1946 Valerie Glassborow (1924–2006)              | Peter Francis Middleton (1920–2010) ⚭ 1946 Valerie Glassborow (1924–2006)              | Peter Francis Middleton (1920–2010) ⚭ 1946 Valerie Glassborow (1924–2006)              | Ronald John James Goldsmith (1931–2003) ⚭ 1953 Dorothy Harrison (1935–2006)            | Ronald John James Goldsmith (1931–2003) ⚭ 1953 Dorothy Harrison (1935–2006)            | Ronald John James Goldsmith (1931–2003) ⚭ 1953 Dorothy Harrison (1935–2006)            | Ronald John James Goldsmith (1931–2003) ⚭ 1953 Dorothy Harrison (1935–2006)            |
| Eltern                                                                     | Michael Francis Middleton (* 1949) ⚭ 21. Juni 1980 Carole Elizabeth Goldsmith (* 1955) | Michael Francis Middleton (* 1949) ⚭ 21. Juni 1980 Carole Elizabeth Goldsmith (* 1955) | Michael Francis Middleton (* 1949) ⚭ 21. Juni 1980 Carole Elizabeth Goldsmith (* 1955) | Michael Francis Middleton (* 1949) ⚭ 21. Juni 1980 Carole Elizabeth Goldsmith (* 1955) | Michael Francis Middleton (* 1949) ⚭ 21. Juni 1980 Carole Elizabeth Goldsmith (* 1955) | Michael Francis Middleton (* 1949) ⚭ 21. Juni 1980 Carole Elizabeth Goldsmith (* 1955) | Michael Francis Middleton (* 1949) ⚭ 21. Juni 1980 Carole Elizabeth Goldsmith (* 1955) | Michael Francis Middleton (* 1949) ⚭ 21. Juni 1980 Carole Elizabeth Goldsmith (* 1955) |
| Catherine Elizabeth (geb. Middleton), Princess of Wales (* 9. Januar 1982) |                                                                                        |                                                                                        |                                                                                        |                                                                                        |                                                                                        |                                                                                        |                                                                                        |                                                                                        |